# William Joseph Levada
William Joseph kardinál Levada (15. června 1936 Long Beach – 26. září 2019, Řím) byl americký římskokatolický kněz, bývalý prefekt Kongregace pro nauku víry a kardinál-jáhen.

## Život

### Kněz
Kněžské svěcení přijal 20. prosince 1961. Vyučoval na Papežské univerzitě Gregoriana, kde sám vystudoval, šest let (1976–82) byl členem Kongregace pro nauku víry. 

### Biskup
V březnu 1983 byl jmenován pomocným biskupem arcidiecéze Los Angeles. Biskupské svěcení mu udělil 12. května téhož roku tehdejší arcibiskup Los Angeles kardinál Timothy Manning. V červenci 1986 ho papež Jan Pavel II. jmenoval arcibiskupem Portlandu. Od srpna 1995 byl arcibiskupem koadjutorem arcidiecéze San Francisco. Po rezignaci arcibiskupa Johna Raphaela Quinna v prosinci 1995 se stal jeho nástupcem. Vybudoval mj. studentské centrum sousedící s katedrálou v San Franciscu, o rozloze více než 4 tisíce čtverečních metrů, s šesti sty místy v jídelně a se sportovním střediskem pro 1 500 osob. Podílel se na přípravě oslav 150 let této arcidiecéze v roce 2003. 30. ledna 2003 udělil biskupské svěcení Ignatiu Wangovi, prvnímu biskupovi z USA, který je čínského původu (biskup Wang se stal pomocným biskupem arcidiecéze San Francisco). Jako jediný z amerických biskupů se podílel na vypracování nového katechismu katolické církve. 

### Kardinál
Dne 13. května 2005 se stal novým prefektem Kongregace pro nauku víry. Předchůdcem v této funkci byl kardinál Joseph Ratzinger, zvolený měsíc předtím v konkláve novým papežem. Jeho jmenování kardinálem bylo oznámeno v únoru 2006, kardinálské insignie převzal na konsistoři 24. března téhož roku.

### Prefekt Kongregace pro nauku víry
Svůj úkol prefekta Kongregace pro nauku víry formuloval při nástupu takto: „Práce Kongregace pro nauku víry spočívá především v šíření zdravého porozumění obsahu křesťanské víry, tak jak byla předávána církví od Kristových dob, a v pomoci papežovi a biskupem na celém světě v delikátním vyjasňování věroučných omylů, když je to uznáno za nutné.“ V březnu 2007 zaslal německým biskupům list, ve kterém je vybízí k tomu, aby zaujali větší odstup od organizace Donum vitae. Ta se věnuje poradenství ženám, které se rozhodly pro interrupci.  V červenci téhož roku zveřejnil dokument kongregace „Odpovědi na otázky o některých aspektech nauky o církvi“  Na jaře 2012 nechal zveřejnit na webových stránkách kongregace Normy pro rozlišování údajných vidění a zjevení, pro které připravil novou předmluvu.  Dne 2. července 2012 podal rezignaci na svoji funkci z důvodu dovršení kanonického věku. Jeho nástupcem se stal Gerhard Ludwig Müller. Dne 26. září 2019 zemřel.